# 竹富町立小浜小中学校
竹富町立小浜小中学校（たけとみちょうりつ こはましょうちゅうがっこう）は、沖縄県竹富町字小浜（八重山列島小浜島）にある公立小中併設校である。

## 概要
歴史
1895年（明治28年）に開校した「大川尋常小学校小浜分教場」を前身とし創立。
校章
稲粟がよく稔り、豊年満作な小浜校の様子を表している。その中に「小浜」の文字（縦書き）で配置している。
校歌
作詞は糸数用著、作曲は崎山潤による。糸数用著は、第二次世界大戦時に小浜国民学校の校長を務めていた。歌詞は3番まである。

## 沿革
- 1893年（明治26年） - 駐在所詰め巡査・倉敷織之丞が駐在所に児童14人を集め小学入門を教授[3]。
- 1895年（明治28年）6月1日 - 小浜村番所の付属織物小屋を校舎として「大川尋常小学校小浜分教場」を設立[3][4]。
- 1897年（明治30年）6月1日 - 小浜村番所の西隣に校舎を新築[4][5]。
- 1902年（明治35年） - 最大風速44mの暴風雨により校舎全壊。村番所を校舎とする[5]。
- 1906年（明治39年）6月12日 - 「小浜尋常小学校」として独立[5][4]。
- 1918年（大正8年） - 村番所跡に移転し校舎を新築[6][4]。
- 1925年（大正15年） - 小浜尋常小学校に高等科を併設[6]。
- 1934年（昭和9年）9月10日 - 現在地に移転[4][7]。
- 1941年（昭和16年）4月1日 - 国民学校令により「小浜国民学校」に改称[8]。
- 1944年（昭和19年） - 小浜校校舎が落成し式典を行う[9]。
- 1946年（昭和21年） - 小浜国民学校を「小浜初等学校」に改称[9]。
- 1949年（昭和24年） - 小浜初等学校を「小浜小学校」と改称。中学校併置[10]。
- 1957年（昭和32年） - 火災により南校舎（図書館・職員室・宿直室）を焼失[11]。
- 1972年（昭和47年） - 日本復帰により学校名を「竹富町立小浜小学校」に変更。
- 1978年（昭和53年） - 小浜小中学校体育館完成[12]。
- 2001年（平成13年） - 小浜小中学校が総務長官賞を受賞[13]。
- 2006年（平成18年） - 小浜小中学校体育館を改築[14]。

## 参考資料
- 竹富町史編集委員会 編『竹富町史 第三巻 小浜島』2021年12月28日。